# El vino del estío
El vino del estío (Dandelion Wine, traducción literal: Vino de diente de león) es una novela de Ray Bradbury publicada en 1957 cuatro años después de la aparición de Las doradas manzanas del sol y Fahrenheit 451. 
La historia transcurre en el año 1928, y narra las vacaciones de verano de Douglas Spaulding, un niño de doce años, en la ciudad ficticia de Green Town (Illinois). Douglas, el niño protagonista, lo observa todo con mucha precisión. El verano otorga al protagonista la posibilidad de vivir lo cotidiano como si se tratara de lo fantástico, mezclando realidad con ciencia ficción, en una especie de autobiografía surrealista del autor.
En el año 2006 Bradbury publicó una continuación, titulada El verano de la despedida (Farewell summer).
En 1971 los astronautas de la misión Apolo 15 nombraron un cráter de la luna «Cráter Diente de León (Dandelion)» en honor a esta novela.